# 1887年8月19日日食
1887年8月19日日食为一次在协调世界时1887年8月19日出現的日全食。該次日食食分為1.0518，食甚維持3分50秒。

## 概述
這次日食的食分是1.0518，全食維持3分50秒。

## 基本參數
- 類型：日全食
- 食甚資料：
  - 日期：1887年8月19日
  - 時間：5時32分5秒
  - 地點：51N 112E
  - 食分：1.0518
  - 日全食持續時間：3分50秒

## 外部連結
- NASA日食專頁（页面存档备份，存于）（英文）